# St. Lewis
Saint Lewis (anglais : St. Lewis) est une petite communauté de pêcheurs située sur la côte de l'océan Atlantique à l'est du Labrador, dans la partie continentale de la province de Terre-Neuve-et-Labrador au Canada.
La ville comptait 194 habitants en 2016.

## Géographie
Saint Lewis se trouve dans un port abrité à l'embouchure de la baie Saint Lewis. Comme la plupart des paysages le long de la côte est du Labrador, des pentes stériles et rocheuses fouettées par le courant glacial du Labrador s'étendent dans tout le détroit Saint Lewis. Le climat subarctique de la côte sud du Labrador offre généralement un climat d'été agréable et frais, qui est bientôt remplacé par une saison hivernale couverte de neige et de glace. Cet environnement hostile, avec quelques exceptions mineures, nourrit un écosystème boréal rustique. Les forêts collectives d'épinette noire, d'épinette blanche et de sapin baumier sont confinées aux vallées intérieures et aux berges où la géographie offre une protection douce contre les éléments. Pourtant, la côte rocheuse et sableuse de la côte du Labrador ressemble fortement à un biome de la toundra arctique.
Saint Lewis est la communauté permanente la plus à l'est de la partie continentale de l'Amérique du Nord. L'emplacement physique de la communauté offre un excellent point de vue pour observer le déplacement vers le sud des icebergs et de la glace qui commence chaque été.

## Histoire
Saint Lewis est anciennement connu sous le nom de Fox Harbour. La communauté, du fait de sa position géographique, jouit d'une longue et vivante histoire comme l'un des premiers lieux enregistrés dans tout le Labrador par les Européens, représenté sur des cartes dès 1502-1503 comme Ilha de Frey Luis. Le nom actuel (St. Lewis en anglais) vient du français Saint Louis.
Dès le début du XVIIIe siècle, le lieu abrité ainsi que la proximité de bonnes zones de pêche et des routes de migration des phoques ont fait de la colonie un lieu de prédilection pour la pêche migratoire des Européens et des familles Inuites habitant la côte sud du Labrador.
Les Anglais prirent le contrôle de la côte du Labrador en 1763 à l'issue de la guerre de Sept Ans. Cela amena un flot de pêcheurs et de baleiniers européens à s'installer sur la côte du Labrador.
La famille Loder, de Harbour Grace, à Terre-Neuve, avait établi une entreprise de commerce de poisson et construit des locaux dans la collectivité. Elle y a maintenant restauré des maisons d'exposition relatant l'histoire de la ville.
Saint Lewis est un site radar depuis 1954 lorsque les Américains ont construit un site radar dans le cadre du système radar Pinetree (ligne DEW). Une station LORAN-C a été exploitée par la Garde côtière canadienne à Saint Lewis. En janvier 2010, il a été annoncé que le signal LORAN-C serait terminé. La diffusion du signal a cessé en août 2010.